# Fernando Borges de Paula Ferreira
Fernando Borges de Paula Ferreira (São Paulo, 01 de outubro de 1945 – São Paulo, 29 de julho ou 30 de julho de 1969) foi um estudante de Ciências Sociais da Universidade de São Paulo (USP) e militante da Vanguarda Armada Revolucionária Palmares (VAR-Palmares), organização política brasileira de esquerda que participou da luta armada contra a ditadura militar de 1964. Foi morto por agentes do Departamento de Investigações Criminais (DEIC) em uma emboscada armada no Largo da Banana, no bairro da Barra Funda, em São Paulo.
Seu caso é um dos investigados pela Comissão Nacional da Verdade, um colegiado organizado pelo governo do Brasil para apurar mortes e desaparecimentos ocorridos durante a ditadura militar brasileira.

## Biografia
Fernando Borges de Paula Ferreira era mais conhecido por Fernando Ruivo. Filho de Célia Borges de Paula Ferreira e Tolstoi de Paula, Fernando Ruivo foi considerado um dos principais dirigentes da DISP (Dissidência Estudantil de São Paulo) do PCB/SP, agrupamento que no final de 1968 acabou se dispersando, repartindo seus membros entre a Ação Libertadora Nacional (ALN), um grupo armado que lutava contra a ditadura militar, e a VPR. 
Líder estudantil na USP (Universidade de São Paulo), Fernando foi assassinado enquanto estava no carro com João Domingues da Silva, quando foi abordado por agentes do Departamento de Investigações Criminais da Polícia Civil (DEIC), e acabou sendo assassinado. O atentado teria ocorrido entre os dias 29 e 30 de julho de 1969, no Largo da Banana, no bairro da Barra Funda, em São Paulo. 
Fernando Ruivo atuou em muitas ações armadas, e participou da maior ação promovida pela VAR-Palmares: a expropriação de 2,6 milhões de dólares do cofre da residência de Ana Capriglione, em Santa Teresa, no Rio de Janeiro. Ana, além de amante, era também depositária das propinas guardadas por Adhemar de Barros, prefeito da cidade de São Paulo entre 1957 e 1961, e eleito duas vezes governador do estado. 
No laudo de morte assinado pelos médicos legistas Pérsio R. Carneiro e Antônio Valentini, a informação contida era de que o corpo de Fernando Ruivo estava com ferimentos irregulares, com fraturas, mas sem sinais de hemorragia ou lesões do encéfalo. Contudo, um dos aspectos que mais chama atenção no laudo é o fato de que seu corpo entrou no IML (Instituto Médico Legal) totalmente nu, apesar da morte em tiroteio - segundo a versão divulgada.

## Morte
Fernando Ruivo foi morto entre os dias 29 e 30 de julho de 1969, no bairro da Barra Funda, em São Paulo. Segundo a Carta Mensal nº 6, documento encontrado no arquivo do DOPS/SP (Departamento de Ordem Política e Social), a morte teria se dado por um único tiro no sentido de baixo para cima, o que só teria acontecido caso Fernando já tivesse caído, e o corpo teria sido encontrado no Largo da Banana. Na ocasião, além do assassinato de Fernando Ruivo, seu colega João Domingos da Silva teria sido preso e, posteriormente, morto sob torturas.
Ainda segundo o documento, muitas prisões de militantes da ALN (Ação Libertadora Nacional) teriam se consolidado a partir de investigações feitas através dos documentos encontrados no carro, que pertenciam ao proprietário. 
Após a morte, o corpo de Fernando Ruivo teria chegado ao IML totalmente nu, com ferimentos na região parietal direita e esquerda, fraturas, ferimentos perfuro-contuso que poderiam ter sido feitos por uma arma de fogo, e hemorragia interna. Apesar de ter a morte divulgada como se estivesse em meio à um tiroteio, Fernando contava ainda com ferimentos do lado esquerdo e direito do crânio.
De acordo com o documento do Departamento Estadual de Investigações Criminais de São Paulo (DEIC-SP), os envolvidos no confronto armado eram o soldado José Roberto de Moura Salgado, o policial Adriano Ramos e o funcionário da Prefeitura Municipal de São Paulo Osmar Antônio da Silva, membros do DEIC-SP. Conforme o documento, o parceiro de Fernando, João Domingos da Silva, conseguiu fugir. 
O corpo de Fernando foi sepultado pela família no Cemitério da Paz, e a denúncia de sua morte consta do relatório da Anistia Internacional de 1974. 

## Investigação
No dia 13 de setembro de 1969, o folheto clandestino intitulado "Resistência" denunciou crimes cometidos pelo regime militar contra militantes políticos da esquerda brasileira. Dentre os nomes citados, Fernando Ruivo era tido como morto a tiros por policiais paulistas.
Segundo a versão oficial dos fatos apresentada pelos órgãos de repressão, Fernando Ruivo teria sido morto em tiroteio com agentes de segurança no Largo Banana, sendo mais uma vítima de agressão a tiros. O corpo foi retirado e sepultado no Cemitério da Paz, em São Paulo, e teria sido velado pela família em um cemitério também na capital paulista.
Perante às investigações, pode-se dizer que Fernando foi vítima da ação perpetrada de agentes do estado brasileiro durante a Ditadura Militar, sendo essa uma prática de violação dos direitos humanos. 

## História
Segundo a revista "Istoé", Fernando Ruivo fez parte do grupo que rendeu 11 empregados da propriedade da amante de Adhemar de Barros. A ação foi considerada a maior da guerrilha brasileira. Na ocasião, 2,5 milhões de dólares foram levados.